# Obra
Obra là một thị xã và là một nagar panchayat của quận Sonbhadra thuộc bang Uttar Pradesh, Ấn Độ.

## Địa lý
Obra có vị trí 24°25′B 82°59′Đ / 24,42°B 82,98°Đ Nó có độ cao trung bình là 170 mét (557 feet).

## Nhân khẩu
Theo điều tra dân số năm 2001 của Ấn Độ, Obra có dân số 52.398 người. Phái nam chiếm 55% tổng số dân và phái nữ chiếm 45%. Obra có tỷ lệ 75% biết đọc biết viết, cao hơn tỷ lệ trung bình toàn quốc là 59,5%: tỷ lệ cho phái nam là 83%, và tỷ lệ cho phái nữ là 65%. Tại Obra, 11% dân số nhỏ hơn 6 tuổi.